# Fatmir Sejdiu
Fatmir Sejdiu (* 23. října 1951, Pakaštica u Podujeva, severní Kosovo) je od února 2006 druhým prezidentem Kosova a od 17. února 2008 prvním prezidentem Kosova po vyhlášení samostatnosti.
Před zvolením do funkce byl Sejdiu profesorem historie práva na univerzitě v Prištině.
Fatmir Sejdiu má se svou ženou Musafere tři syny. Mimo albánštiny hovoří též srbsky, francouzsky a anglicky.
Rezignoval na svou funkci 27. září 2010.